# Luciano Morpurgo
Luciano Morpurgo (* 20. Februar 1886 in Split, Österreich-Ungarn; † 21. September 1971 in Rom) war ein italienischer Fotograf und Schriftsteller.

## Leben
Morpurgo stammte aus einer jüdischen Familie, die ihren Namen von Marburg an der Drau (heute Maribor) ableitete. Schon im Alter von zehn Jahren besaß er eine beachtliche Sammlung von Ansichtskarten mit dalmatinischen Motiven.
Die Morpurgo von Split (damals Spalato) waren eine Unternehmerfamilie und besaßen, wie die befreundete und verwandte Familie Stock in Triest in Split eine Likörfabrik, die Distillerie Morpurgo. Vito Morpurgo – ein Onkel von Luciano – besaß seit 1856 eine Buchhandlung am Hauptplatz der Stadt, die auch als intellektuelles Zentrum fungierte.
Luciano Morpurgo besuchte in Venedig das Liceo Foscarini, dessen Konvikt häufig von Söhnen der italianisierten dalmatinischen Oberschicht besucht wurde und studierte an der Universität Padua.
Beim Kriegseintritt Italiens 1915 verließ Morpurgo heimlich das damals zur Donaumonarchie gehörende Split und übersiedelte nach Rom, wo er sich als Berufsfotograf und Fotoreporter etablierte. 1919 gründete er die Società Tipografica Grafia S.E.D.A. – Sezione Edizioni d’ Arte 1924 umbenannt in I.F.I. - Istituto Fotografico Italiano. 1925 gründete er den Reise- und Kunstbuchverlag Casa Editrice Luciano Morpurgo.
In den 1920er und 1930er Jahren publizierte Morpurgo zahlreiche Reportagen über europäische und außereuropäische Länder, unter anderem 1927 über Palästina. Aufgrund eines Bittbriefes an Benito Mussolini wurde Morpurgo von der vollen Anwendung der nach deutschem Vorbild eingeführten Rassengesetze ausgenommen und durfte weiter publizieren. Seinen schon 1938 erfolgreichen Kindheitserinnerunge Quando ero fanciullo ("Als ich ein Kind war"), 1942 neu aufgelegt unter dem Pseudonym Luciano Spalatino folgte 1946 ein weiteres autobiographisches Buch Caccia all'uomo (Menschenjagd) das auch das tragische Schicksal der Juden in Italien und Dalmatien reflektierte.
Morpurgo gilt heute als einer der wichtigsten italienischen Fotografen des 20. Jahrhunderts. Etwa 60.000 seiner Negative wurden vom Gabinetto Fotografico Nazionale angekauft.
950 vintage prints wurden von Morpurgos Erben 1989 dem Museo Nazionale Alinari della Fotografia übergeben.

## Schriftstellerische Werke
- Quando ero fanciullo. Libro per tutti i bambini dai dieci ai settant'anni, Editore Luciano Morpurgo, Roma 1938
- Caccia all'uomo. Vita sofferenze e beffe. Pagine di diario 1938-1944, Casa Editrice Dalmatia S.A. di Luciano Morpurgo, Rom 1946